# Илиуполи
Илиу̀поли (на гръцки: Ηλιούπολη, катаревуса Ἡλίουπόλις, Илиополис, в превод Слънчев град) е град в Гърция. Населението му е 75 904 жители (2001 г.), а площта 12,724 кв. км. Намира се в часова зона UTC+2 на 70 м н.в. Пощенският му код е 163 xx, телефонният 210, а кодът на МПС Z. Смята се за предградие на столицата Атина и е разположен в юго-югоизточната част на метрополния ѝ регион. В административно отношение е самостоятелен дем в област Атика.